# Першинарі
Першинарі (рум. Perșinari) — комуна у повіті Димбовіца в Румунії. До складу комуни входить єдине село Першинарі.
Комуна розташована на відстані 62 км на північний захід від Бухареста, 13 км на південь від Тирговіште, 143 км на схід від Крайови, 95 км на південь від Брашова.

## Населення
У 2009 року у комуні проживали 3013 осіб.

## Зовнішні посилання
- Дані про комуну Першинарі на сайті Ghidul Primăriilor [Архівовано 5 грудня 2009 у Wayback Machine.]